# Wojciech Baudiss
Wojciech Maria Baudiss (ur. 14 kwietnia 1842 w Bojanach, zm. 25 kwietnia 1926 w Starej Wsi) – polski duchowny rzymskokatolicki, jezuita oraz Sługa Boży.   

## Życiorys
Był synem Eugeniusza i Teresy z domu Langer. Jako uczeń gimnazjum służył we Lwowie do mszy św. w jezuickim kościele pod wezwaniem świętych Piotra i Pawła, tam rozpoznał swoje powołanie. W 1856, mając 14 i pół roku, wstąpił do zakonu jezuitów. Po nowicjacie w Baumgartenbergu w Górnej Austrii i po studiach humanistycznych w Starej Wsi przez pięć lat uczył i wychowywał młodzież w konwikcie tarnopolskim. Po teologii w Krakowie został wyświęcony na kapłana na Wawelu w 1871, a następnie skierowany do kolegium starowiejskiego.
Jego długie życie zakonne (70 lat) i kapłańskie (55 lat) było wypełnione rozmaitymi i odpowiedzialnymi obowiązkami. Był ojcem duchownym, wychowawcą, profesorem języków, wymowy i teologii, mistrzem nowicjatu jezuitów i bazylianów, instruktorem probanistów, ekonomem domu, rektorem seminarium i prowincjałem jezuitów.
Najdłużej, bo 18 lat (1884-1902), przeprowadzał reformę zakonu bazylianów w Dobromilu, we Lwowie i w Ławrowie. Skierowany przez przełożonych do tego dzieła, zleconego przez Stolicę Świętą, oddał mu się z całym poświęceniem. Włączył się duchowo w życie tego zakonu, a nawet myślał o przejściu na wschodni obrządek. Taktem, życzliwością i osobistą świętością zaskarbił sobie miłość i wdzięczność bazylianów, a także księży i ludu ruskiego. Owocem tej pracy było podniesienie duchowe i intelektualne tamtejszych synów św. Bazylego.

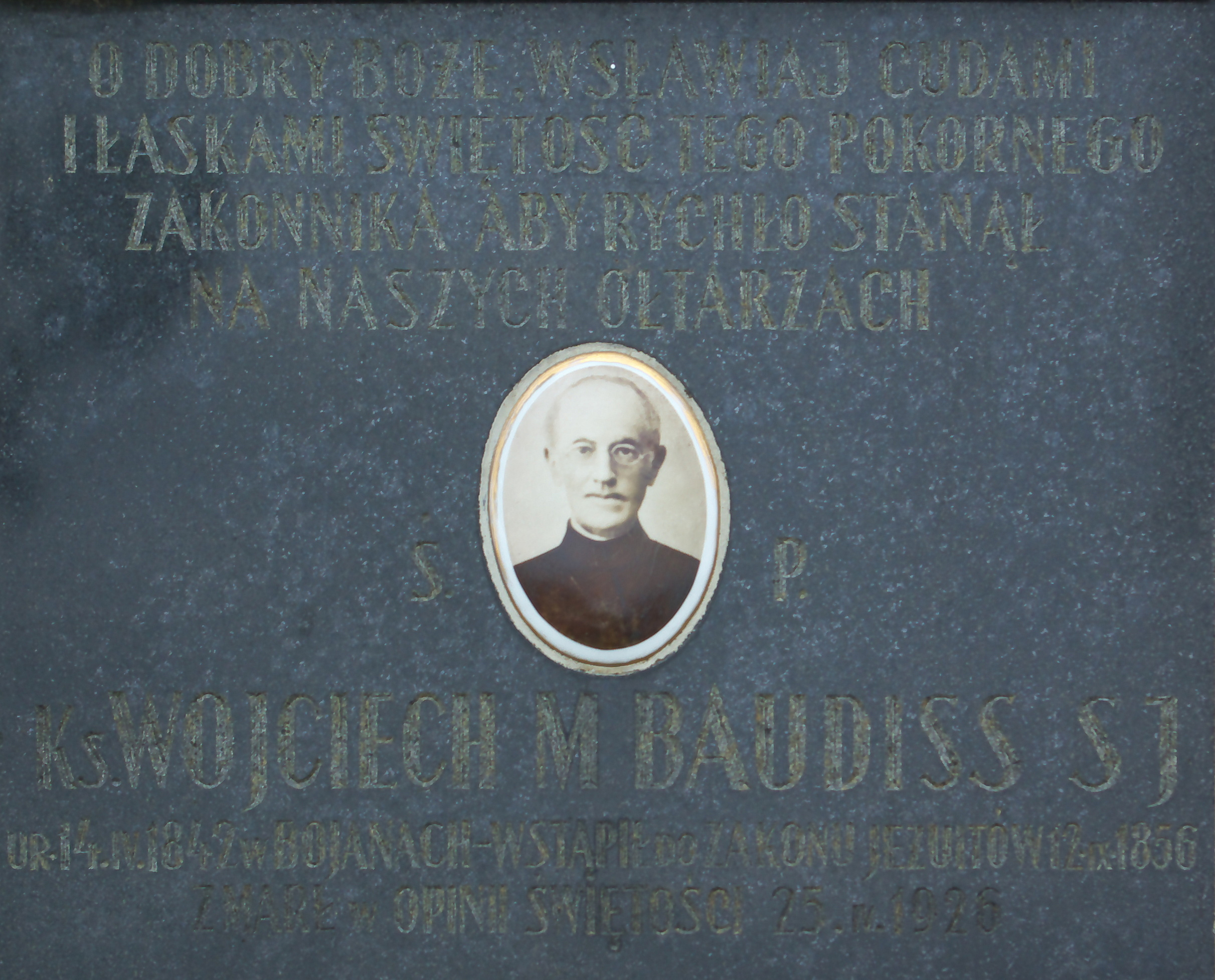
Tablica epitafijna Wojciecha Baudissa w Starej Wsi

Po odwołaniu go z Dobromila pracował w Chyrowie jako nauczyciel języka ukraińskiego (w czasie I wojny światowej opiekował się tam rannymi żołnierzami), w Jassach w Rumunii jako rektor seminarium duchownego. Przez ostatnie 11 lat życia był duchownym ss. służebniczek i profesorem kleryków zakonnych w Starej Wsi.
Zmarł 25 kwietnia 1926 w Starej Wsi. Został pochowany na tamtejszym cmentarzu w kaplicy grobowej jezuitów, na ścianie której ustanowiono tablicę epitafijną jemu poświęconą.